# Paul de Noailles
Pour les articles homonymes, voir Noailles.
Pour les autres membres de la famille, voir Maison de Noailles.
Paul de Noailles, « comte de Noailles », 3e duc d'Ayen (1823) et 6e duc de Noailles (1824), né à Paris le 4 janvier 1802 et mort le 29 mai 1885, est un historien, homme politique et financier français.

## Famille
Paul de Noailles est le fils de Louis Jules César de Noailles, marquis de Noailles, et de Pauline Laurette Le Couteulx du Molay. Il est le petit-fils de Emmanuel Marie Louis de Noailles et de Jacques-Jean Le Couteulx du Molay.
Il épousa le 5 février 1823 Alice Victurnienne de Rochechouart-Mortemart (1800-1887), fille de Victurnien de Rochechouart, 8e duc de Mortemart, et d'Adélaïde de Cossé-Brissac. Ils eurent trois enfants :
1. Pauline Victurnienne de Noailles (1823-1844), qui épousa (1842) Marie Joseph Victor Maurice de Noailles, comte de Noailles ;
2. Jules Charles Victurnien de Noailles (1826-1895), duc d'Ayen puis 7e duc de Noailles, Grande de España ;
3. Emmanuel Henri Victurnien de Noailles (1830-1909), marquis de Noailles.

## Biographie

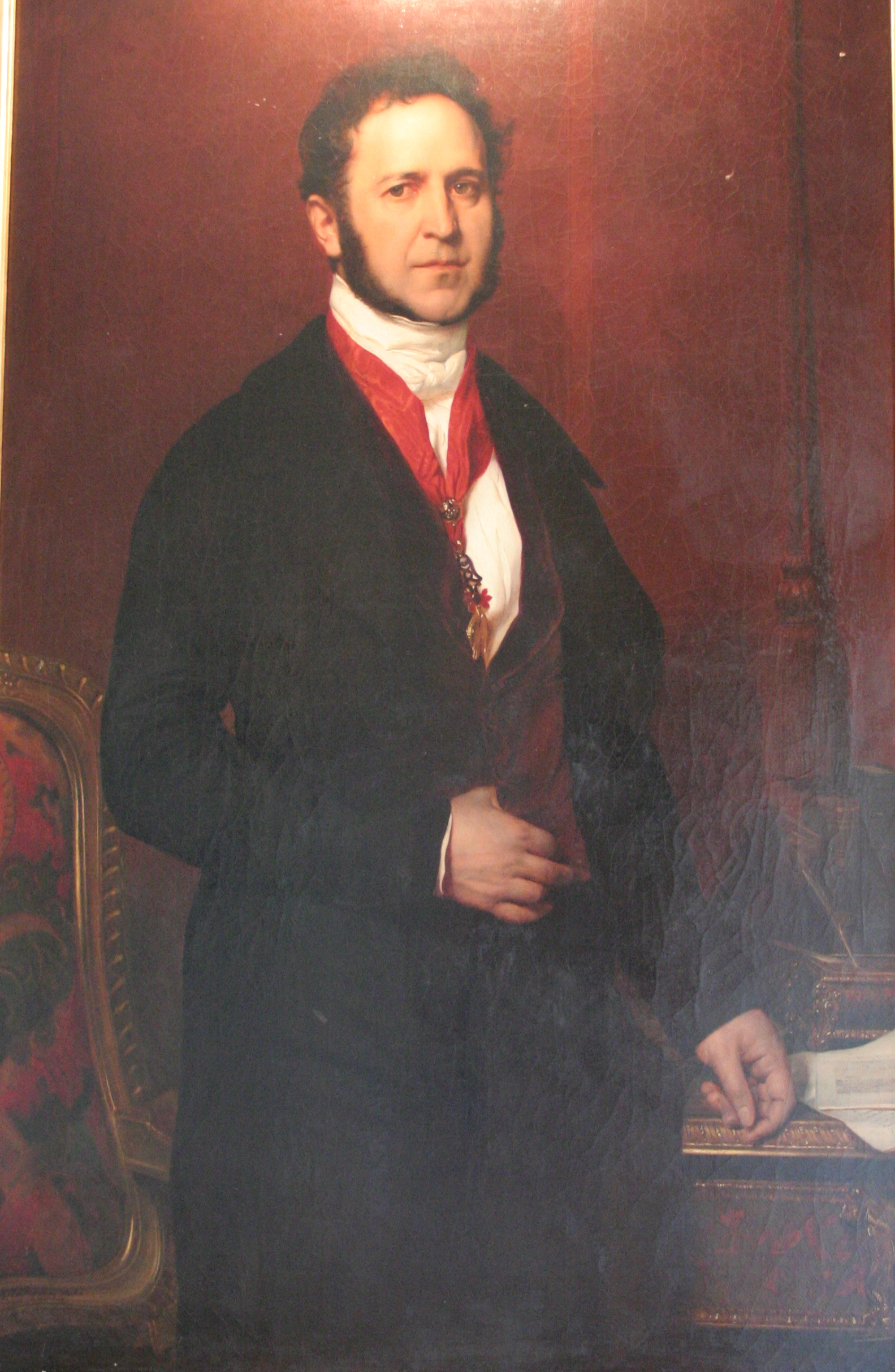
Paul de Noailles, 1845, dépôt de l’État au château de Maintenon.

Paul de Noailles fut pair de France en 1824 au décès de son grand-oncle, Jean-Louis-Paul-François de Noailles, 5e duc de Noailles, qui n'avait pas d'héritier mâle, mais ne siégea à la Chambre des pairs qu'à sa majorité en 1827.
Il se distingua comme orateur parlementaire et comme historien, auteur d'une Histoire de Mme de Maintenon (dont la famille de Noailles recueillit l'héritage, notamment son château, grâce au mariage de sa nièce avec Adrien Maurice de Noailles).
Ami et confident de Chateaubriand, il se présenta à l'Académie française pour lui succéder, avec l'appui de Mme Récamier, de la princesse de Lieven et du duc Pasquier ; il fut élu le 11 janvier 1849 par 25 voix sur 31 votants, Honoré de Balzac obtint 4 voix. Ce résultat souleva des colères et des protestations dans la presse littéraire et dans le public lettré. Le duc de Noailles, qui forma avec les ducs Pasquier et Victor de Broglie le parti des ducs, fut reçu le 6 décembre 1849 par Henri Patin. Il fut doyen de l'Académie pendant sept jours.
Président du Conseil d'administration de la Compagnie des chemins de fer des Ardennes, administrateur de la Compagnie des chemins de fer de l'Ouest, il fut un des commanditaires de Ernest Goüin et Cie. Il était membre du Cercle des chemins de fer.
Il fut Chevalier de la Toison d'Or.

## Publications
- Histoire de la maison royale de saint Louis à Saint-Cyr, 1843 ;
- Éloge de Scipion de Dreux, marquis de Brézé, 1846 ;
- Histoire de Madame de Maintenon et des principaux événements du règne de Louis XIV, 1848-1858, 4 vol. in-8 ;
- Éloge de M. de Chateaubriand, 1850 (discours de réception à l'Académie française) ;
- Anne-Paule-Dominique de Noailles, marquise de Montagu, 1859, in-8 ;
- La Pologne et ses frontières, 1863.

## Sources
- « Paul de Noailles », dans Adolphe Robert et Gaston Cougny, Dictionnaire des parlementaires français, Edgar Bourloton, 1889-1891 [détail de l’édition]